# Adriaen Hanneman
Adriaen Hanneman (c. 1603 – 1671) fue un pintor neerlandés del siglo XVII recordado por su maestría en el retrato. Nacido en una acaudalada familia católica de La Haya, estudió dibujo con Jan Antonisz van Ravesteyn. Marchó a Inglaterra en 1623, donde residiría durante 16 años, tomando contacto y siendo influido por la manera elegante y sofisticada de Anton van Dyck o Daniel Mytens. Retornó a La Haya en 1640, siendo deán del Gremio de San Lucas desde 1645. Posteriormente, lo abandonaría, junto con otros pintores, y formó parte de la Confrerie Pictura. Serán, sobre todo, sus retratos de nobles y magnates británicos realistas exiliados tras la guerra civil inglesa, los que mejor señalen su dependencia del estilo señorial y exquisito de van Dyck.